# Sarcogyne arenosa
Sarcogyne arenosa är en lavart som först beskrevs av Herre, och fick sitt nu gällande namn av K. Knudsen & Standley. Sarcogyne arenosa ingår i släktet Sarcogyne och familjen Acarosporaceae.   Inga underarter finns listade i Catalogue of Life.